# Stylops nubeculae
Stylops nubeculae är en insektsart som beskrevs av Pierce 1909. Stylops nubeculae ingår i släktet Stylops och familjen stekelvridvingar. Inga underarter finns listade i Catalogue of Life.